# Marian Green
Marian Green (geboren 1944) ist eine britische Schriftstellerin und bekannte Vertreterin des Neopaganismus.

## Leben
Marian Green lebt im West Country. Ab den 60er Jahren stand sie im Austausch mit Mitgliedern unterschiedlicher magischer Zirkel, darunter auch Robert Cochrane und Doreen Valiente.
Zu den Themen Landhexerei, moderne Zeremonienmagie, Wahrsagerei hat Green 1-bis 2-tägige Kurse in Europa, Kanada und England gegeben. Ebenso bietet sie Führungen zu Kultstätten in Nähe ihrer Wohngegend an, wie beispielsweise zu Steinkreisen und Plätzen mit mythischer Bedeutung in Städten wie Glastonbury und Bath. Mit dem Invisible College leitet sie eine Organisation, die in Europa und Groß-Britannien mittels Briefverkehr Kurse zu natürlicher Magie anbietet. Seit den frühen 60er Jahren ist sie Autorin von Büchern zu Hexentum, Magie und westlicher Mysterientradition. Ihre Lehrbücher gelten in vielen britischen Hexenzirkeln richtungsweisend.
Green gründete und organisiert die Quest Conference, die alljährlich im März in Großbritannien abgehalten wird und von ihr als offenes Treffen zu Western Mysteries, Magie und Hexenkraft beschrieben wird. !970 gründete sie die Zeitschrift Quest, die seither viermal pro Jahr herausgegeben wird. Im Jahr 1982 rief sie the Green Circle ins Leben. Es handelt sich hierbei um ein Netzwerk für Magier und Anhänger neopaganistischer Bewegungen. Green war beratendes Mitglied der Pagan Federation.
Green grenzte sich von der Vorstellung Alex Sanders und Anhängern Gerald Gardners ab, dass die Ausübung der Magie im Rahmen eines Zirkels erfolgen müsse, und Initiationen sowie zwei klar definierte Gottheiten notwendiger Bestandteil sind. Sie legte stattdessen dar, dass angehende Hexen den alten Gottheiten als elementare Kräfte, direkt und auf eigene Weise begegnen sollten.
In ihrem Buch Wild Witch: A Guide to Earth Magic hebt Green die Bedeutung der Hexerei für den Umweltschutz heraus. Sie schreibt, dass  Wicca ihre Wurzeln in der Natur hat und deshalb Praktizierende wieder mit der Natur verbinden kann. So entdeckt eine Hexe, dass jedes Lebewesen einen Geist besitzt.
Green steht der schriftlichen Kommunikation über elektronische Medien kritisch gegenüber, da sie echten Kontakt von Absender zu Empfänger kaum ermöglichen. Sie favorisiert daher den Brief. Bei einem Vortrag im Februar 2018 sagte Green, dass ihrer Meinung nach, Technologiegiganten wie Google „die Magie auslöschen“, da junge Menschen anstatt die Natur zu erleben, sie überwiegend online erfassen.

## Werke (Auswahl)
- Introduction to Spiritual Ecology. The Crowood Press Ltd 2022. ISBN 978-0-7198-3154-6
- The Path Through the labyrinth: Quest for Initiation into the Western Mystery Tradition Thoth Publications; 2. Edition (10. August 2021) ISBN 978-1-870450-15-7
- Das geheime Wissen der Hexen: 13 Monde, um Meisterschaft in natürlicher Magie zu erlangen. Droemer Knaur (1. Januar 1998) ISBN 978-3-426-77343-7
- Naturmagie. J. Kamphausen Verlag (1. Januar 1997) ISBN 978-3-591-08322-5
- Ritualmagie. J. Kamphausen Verlag; (1. Januar 1997) ISBN 978-3-591-08323-2
- Magische Sprüche. Hexereien zum Wohlfühlen. Verlag Bassermann, 2002 ISBN 978-3-8094-1196-3
- How to Be a White Witch. Sectabook Ltd (1. Januar 2011) ISBN 978-1-84309-779-2

## Belege
1. 1 2  Marian Green. In: Hachette UK. 24. April 2019, abgerufen am 29. September 2023 (amerikanisches Englisch).
2. 1 2 3  Ronald Hutton: The triumph of the moon. Oxford University Press, 2000, ISBN 978-0-19-820744-3, S. 337.
3. 1 2  Marian Green. HarperCollins Publishers, abgerufen am 14. Januar 2024.
4. ↑  Marian Green: Das geheime Wissen der Hexen. Hrsg.: Knaur Verlag. München 1998, ISBN 3-426-77343-0, S. 297.
5. ↑  Vivianne Crowley: Principles of paganism. Thorsons, London, 1996, ISBN 978-1-85538-507-8, S. 137.
6. ↑  James R. Lewis (Hrsg.): Magical Religion and Modern Witchcraft. SUNY Press, 1996, ISBN 978-0-7914-2890-0, S. 151.
7. ↑  QUEST Annual Conference. Abgerufen am 14. Januar 2024.
8. ↑  QUEST for the Magical Heritage of the West. Abgerufen am 14. Januar 2024.
9. ↑  The Crowood Press: Introduction to Spiritual Ecology. Abgerufen am 14. Januar 2024 (englisch).
10. ↑  Garrett, Lynn: Season of a witch. Hrsg.: Publishers Weekly. 00000019, 8/5/2019, Bd./Jhrg. 266, Ausgabe 31.
11. ↑  Jon Austin: Here's how YOU can make REAL MAGIC according to a top UK 'witch'. 22. Februar 2018, abgerufen am 15. Januar 2024 (englisch).

| Personendaten    | Personendaten              |
| ---------------- | -------------------------- |
| NAME             | Green, Marian              |
| KURZBESCHREIBUNG | britische Schriftstellerin |
| GEBURTSDATUM     | 1944                       |